# Opioidni receptor
Opioidni receptori su grupa G protein-spregnutih receptora sa opioidima kao ligandima. Endogeni opioidi su dinorfini, enkefalini, endorfini, endomorfini i nociceptin. Opioidni receptori su ~40% identični sa somatostatinskim receptorima (SSTR).

## Otkriće
Sredinom 1960-tih, postalo je očevidno iz farmakoloških studija da opijatni lekovi deluju na specifičnim receptorskim mestima, i da je verovatno da postoji više takvih mesta. Ti receptori su prvo identifikovani kao specifični molekuli putem upotrebe studija vezivanja liganda, u kojima je za opijate obeležene sa radioizotopima nađeno da se vezuju za moždane membranske homogenate. Prva takva studija je objavljena 1971, koristeći 3-levorfanol. Kandas Pert i Solomon H. Snider su 1973. objavili prvu detaljnu studiju μ opioidnog receptora, koristeći 3-nalokson. Ta studija se smatra prvim definitivnom potvrdom postojanja opioidnog receptora, mada su dve druge studije objavljene kratko posle toga.

## Prečišćavanje
Prečišćavanje receptora je proizvelo dodatne potvrde o njegovom postojanju. Prvi pokušaj da se prečisti receptor se sastojao od upotrebe novog antagonista opioidnog receptora, hlornaltreksamina, za koji je bilo pokazano da se vezuje za opioidni receptor. Karuso et al. su 1980. prečistili deterdžentom-ekstraktovanu komponentu membrane mozga pacova koja se ispira sa specifično vezanim 3-hlornaltreksaminom.

## Glavni podtipovi
Postoje četiri glavna podtipa opioidnog receptora:
| Receptor                   | Podtipovi  | Lokacija                                                                                                   | Funkcija |
| -------------------------- | ---------- | --- | --- |
| delta (δ) OP1 (I)          | δ1, δ2     | - mozak - Varolijev most - amigdala - mirisni mozak - duboki korteks                                       | - analgezija - antidepresivni efekti - fizička zavisnost |
| kapa (κ) OP2 (I)           | κ1, κ2, κ3 | - mozak - hipotalamus - centralna siva masa - klaustrum - kičmena moždina                                  | - kičmena analgezija - sedacija - mioza - inhibicija ADH oslobađanja - disforija                                                                               |
| Mi (μ) OP3 (I)             | μ1, μ2, μ3 | - mozak - korteks (lamine III i IV) - talamus - centralna siva masa - kičmena moždina - intestinalni trakt | μ1: - supraspinalni analgezija - fizička zavisnost μ2: - respiratorna depresija - mioza - euforija - umanjena GI motilnost - fizička zavisnost μ3: - nepoznato |
| Nociceptinski receptor OP4 | ORL1       | - mozak - korteks - amigdala - hipokampus - septal nuclei - habenula - hipotalamus - kičmena moždina       | - anksioznost - depresija - apetit - razvoj tolerancije na μ agoniste                                                                                          |

(I). Ime je bazirano na redosledu otkrivanja. 

## Literatura
- „Opioid Receptors”. IUPHAR Database of Receptors and Ion Channels. International Union of Basic and Clinical Pharmacology. Архивирано из оригинала 18. 01. 2021. г.
- Corbett A, McKnight S, Henderson G. „Opioid Receptors”. BLTC Research. Архивирано из оригинала 14. 03. 2021. г. Приступљено 21. 3. 2008.
- Lomize A, Lomize M, Pogozheva I. „Orientations of Proteins in Membranes (OPM) database”. University of Michigan. Архивирано из оригинала 03. 01. 2014. г. Приступљено 21. 3. 2008.
  - „Mu-opioid receptor model (inactive state) with antagonist”. Приступљено 21. 3. 2008.
  - „Mu-opioid receptor model in active state with agonist”. Приступљено 21. 3. 2008.

## Spoljašnje veze
- Opioid+Receptors на 